# Hermann Apfel
Karl Hermann Heinrich Gustav Apfel (* 23. September 1807 in Braunschweig; † 7. Februar 1892 ebenda) war ein deutscher lutherischer Theologe.

## Leben
Hermann Apfel wurde 1807 in Braunschweig als Sohn des Apothekers Karl Hermann Apfel geboren. Er besuchte das Gymnasium bis 1825 und legte 1826 am Collegium Carolinum das Abitur ab. Apfel studierte Theologie in Halle und ab 1828 in Berlin, wo Friedrich Schleiermacher zu seinen einflussreichen Lehrern zählte. Das Hauptexamen bestand er 1832.
Bereits von 1829 bis 1830 unterrichtete er an der Freischule in Helmstedt. Im Sommer 1830 siedelte er nach Holzminden über, wo er an der Steinacker’schen Schule, an der Bürgerschule und ab 1832 auch am dortigen Gymnasium Unterricht gab. Ihm wurden 1834 die Pastorenstelle in Altendorf und die Diakonatspfarre in Holzminden übertragen. Apfel wurde Leiter der Bürgerschule und unterrichtete weiterhin Religion am Gymnasium und an der Baugewerkschule Holzminden. Er gehörte 1841 zu den Mitgründern des Amelungsborner Predigervereins. Apfel wurde 1851 Propst und 1. Prediger an der Hauptkirche BMV in Wolfenbüttel und 1852 Superintendent und Schulinspektor von Langelsheim. Im Jahr 1867 wechselte er als Superintendent nach Seesen. Neben seinen Amtsgeschäften unterrichtete er Religion an der dortigen Jacobsonschule. Er gehörte von 1872 bis 1885 der Landessynode an. Er feierte 1884 sein 50-jähriges Pfarrjubiläum, wurde von der Stadt Seesen mit der Ehrenbürgerschaft und von der Landeskirche mit dem Titel Kirchenrat geehrt.
Apfel war Alt- und Ehrenmeister der Wolfenbütteler Freimaurerloge Wilhelm zu den drei Säulen.
Im Herbst 1885 trat Apfel in den Ruhestand. Er verbrachte seinen Lebensabend in Braunschweig, zuletzt in der Pflegehausstraße 1, wo er am 7. Februar 1892 starb.